# Detlev von Plato

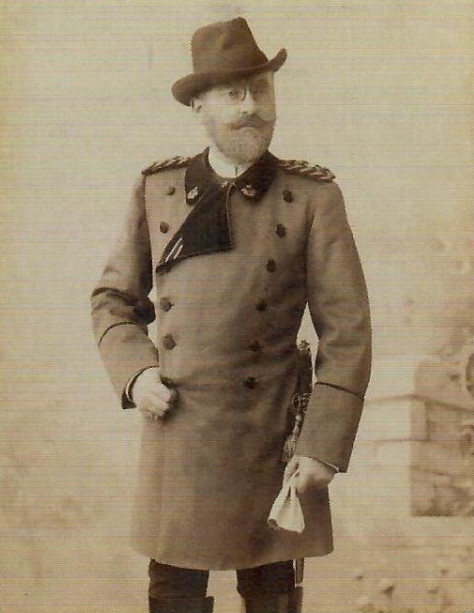
Freiherr Detlev von Plato als Oberjägermeister, um 1895

Detlev Wilhelm August (seit 1885 Freiherr) von Plato (* 18. November 1846 in Bleckede; † 29. März 1917 in Charlottenburg) war ein aus dem hannoverschen Wendland stammender Jurist und Kammerherr in Württemberg, der hauptsächlich durch seine Freundschaft mit dem württembergischen König Wilhelm II. bekannt wurde, in dessen Diensten er als Hofmarschall und Oberjägermeister stand. 

## Abstammung
Detlev von Plato entstammte dem alten niedersächsischen Adelsgeschlecht von Plato. Er war der Sohn des königlich-hannoverschen Oberamtmanns Karl von Plato (1802–1884), der seit 1838 mit Sophie geborene von Witzendorff (1809–1889) verheiratet war. Detlev von Plato hatte noch eine ältere Schwester Charlotte, die Kanonikerin des Klosters Ebstorf war, und einen älteren Bruder Bodo. Detlev von Platos Onkel Friedrich von Plato (1797–1866) war königlich-hannoverscher Oberforstmeister und Urgroßvater des Bundeswehr-Generalleutnants Anton-Detlev von Plato.

## Leben
Detlev von Plato besuchte die Schulen in Lüneburg und Celle. Während seines Studiums der Rechtswissenschaften an der Universität Göttingen lernte Detlev von Plato im Herbst 1866 den württembergischen Prinzen Wilhelm kennen, der wie er selbst Mitglied des Corps Bremensia sowie des Corps Suevia Tübingen war. In dieser Zeit entwickelte sich eine lebenslange Freundschaft, die auch nach der Thronbesteigung Wilhelms als König von Württemberg nicht endete. In Zeiten räumlicher Trennung gab es einen steten Briefwechsel. In den zahlreichen erhaltenen Briefen ist dokumentiert, dass Wilhelm von Württemberg seinen Intimus Detlev von Plato duzte und mit dem Spitznamen „Topf“ ansprach.
Während der Studienzeit ereignete sich der Deutsche Krieg, der zur Annexion des Königreichs Hannover durch Preußen führte. Da die Familie von Plato über viele Generationen mit Beamten und Offizieren im Dienst des annektierten hannoverschen Staates gestanden hatte, führte dies bei Detlev von Plato zu einer tiefsitzenden Abneigung gegenüber allem Preußischen. Nach der Beteiligung am Deutsch-Französischen Krieg startete er deshalb seine Beamtenlaufbahn im Großherzogtum Mecklenburg. 
Im Jahre 1876 begleitete Detlev von Plato den württembergischen Prinzen Wilhelm auf dessen Italienreise und ebenso 1877 auf dessen Hochzeitsreise mit Prinzessin Marie zu Waldeck und Pyrmont.
Im Jahre 1882 wurde Detlev von Plato Hofmarschall in der kleinen Residenzstadt Arolsen, der Hauptstadt des Fürstentums Waldeck. Er erlangte diese Position auf Grund einer Empfehlung durch seinen Freund, den Prinzen Wilhelm von Württemberg. Nach drei Jahren kam es zu einem schweren Streit mit der fürstlichen Familie von Waldeck, so dass Detlev von Plato seinen Dienst dort beenden musste.
Er wurde stattdessen 1885 Hofmarschall des Prinzen Wilhelm und königlicher Kammerherr in Ludwigsburg und Stuttgart. Auf Fürsprache seines königlichen Freundes erhob ihn König Karl von Württemberg im selben Jahr in den erblichen Freiherrenstand und verlieh ihm ein verbessertes Wappen. Ebenfalls 1885 hatte Detlev von Plato die geschiedene Anna (Anny) von Bülow geborene von Byern geheiratet. In Württemberg begegnete man dem neuen Hofmarschall und Kammerherrn deshalb mit großer Skepsis. Über seine Frau entstanden Gerüchte, sie wäre zudem die Geliebte des Prinzen Wilhelm. Diese Gerüchte zogen derart weite Kreise, dass sich der Ministerpräsident Hermann von Mittnacht veranlasst sah, am 2. Juli 1886 ein Rundschreiben an die württembergischen Minister herauszugeben, in welchem sie dazu angehalten wurden, dass sie Gerüchten über das angeblich problematische Verhältnis des Prinzen Wilhelm zu seiner zweiten Frau Charlotte und seiner kolportierten Beziehung zur Frau seines Freundes Detlev von Plato entschieden entgegenzutreten hätten.
Zu Weihnachten 1888 stiftete Detlev von Plato ein Album, welches sich im Laufe der Jahre zu einer umfassenden Chronik der berühmten Jagdhütte im Schönbuch entwickelte. Der Schmuckeinband mit Goldschnitt trägt den Titel Seinem hohen Jagdherrn Wilhelm Prinz von Württemberg für die Jagdhütte im Schönbuch gestiftet von Hofmarschall Freiherr von Plato Weihnachten 1888 und befindet sich im Archiv des Hauses Württemberg. In dem bis zum Tod König Wilhelms II. 1921 fortgeführten Album sind zahlreiche auch politisch bedeutende Begegnungen dokumentiert. 
Auch in der Funktion als Hofmarschall des Prinzen Wilhelm eckte von Plato durch seine zwar kluge, aber durchweg arrogante Art häufig an und war deshalb gefürchtet. Als König versetzte ihn Wilhelm II. 1891 auf das Amt des Oberjägermeisters, welches von Plato neben seiner Funktion als Kammerherr bis zum Ende des Jahres 1904 ausübte. Somit konnte von Plato weiterhin regelmäßig in der Nähe des Königs sein, der sich mit seiner Frau Charlotte sehr häufig zur Jagd im Schönbuch aufhielt. 
Im Jahre 1893 stand der Besuch Kaiser Wilhelms II. im Schönbuch an, bei dem auch Detlev von Plato anwesend war. Dieses Ereignis wurde auch in der besagten Chronik der Jagdhütte dokumentiert. Anlässlich des kaiserlichen Besuchs kam es zu der am 1. Dezember 1893 in Kraft getretenen „Bebenhäuser Konvention“, die eine Angleichung der militärischen Ausrichtung sowie einen regelmäßigen Austausch der Offiziere der Preußischen und der Württembergischen Armee vorsah.
Als königlicher Oberjägermeister verbrachte von Plato die Sommermonate häufig mit seiner Familie in der Klostermühle in Bebenhausen bei Tübingen. Er begleitete den König auch auf dessen Reisen. Es finden sich entsprechende Einträge in den Gästebüchern der Aufenthaltsorte, so zum Beispiel auch anlässlich eines Aufenthalts im Schloss Neubeuern am 9. Dezember 1895, dem Domizil einer Hofdame der Königin von Württemberg. Er unterschrieb mit „Freiherr von Plato, Oberjägermeister seiner Majestät des Königs von Württemberg.“
Die enge Freundschaft zwischen König Wilhelm II. und seinem Oberjägermeister von Plato wurde von der württembergischen Regierung mit großem Misstrauen wahrgenommen. Man befürchtete, von Plato könnte auch politischen Einfluss auf den König ausüben. Das oft als ungebührend und taktlos beschriebene Verhalten des Oberjägermeisters führte zu ständig schwelendem Ärger, bis es schließlich auch König Wilhelm II. untragbar erschien. Es ergaben sich mehrere Anlässe, die es dem König ermöglichten, eine vorzeitige Entlassung seines Oberjägermeisters wegen verschiedener Verstöße im Amt zu begründen. Damit hatte dieser jedoch nicht gerechnet.
Nach seiner am 26. Dezember 1904 erfolgten vorzeitigen Pensionierung zog Detlev von Plato 1905 nach Charlottenburg bei Berlin. Dort machte er durch oft sehr verantwortungsloses Gerede und Prahlereien über die Jahre am württembergischen Hof auf sich aufmerksam. Er verstarb 1917 in Charlottenburg, noch vor der Niederlage im Ersten Weltkrieg und der Novemberrevolution 1918, die auch zum Thronverlust seines einst engen Freundes, des Königs von Württemberg, führte.

## Familie
Am 14. November 1885 heiratete Detlev von Plato in Deutsch-Jägel Anna (Anny) Luise Emilie von Bülow, eine geborene von Byern (* 25. Juli 1847 in Parchen; † 6. Juli 1931 in Heiligenstadt, Eichsfeld). Die von ihrem ersten Mann, dem königlich-preußischen Rittmeister Bernhard von Bülow (1838–1889), im Mai 1885 geschiedene Anny von Bülow war Mutter einer Tochter und eines Sohnes von Bülow aus erster Ehe. In ihrer zweiten Ehe kam 1887 die Tochter Erica von Plato zur Welt. Das Paar von Plato wurde von 1885 bis 1904 am Stuttgarter Hof bei vielen festlichen Anlässen in der Nähe des württembergischen Thronfolgers und späteren Königs oder des königlichen Paars gesehen.

## Orden und Ehrungen

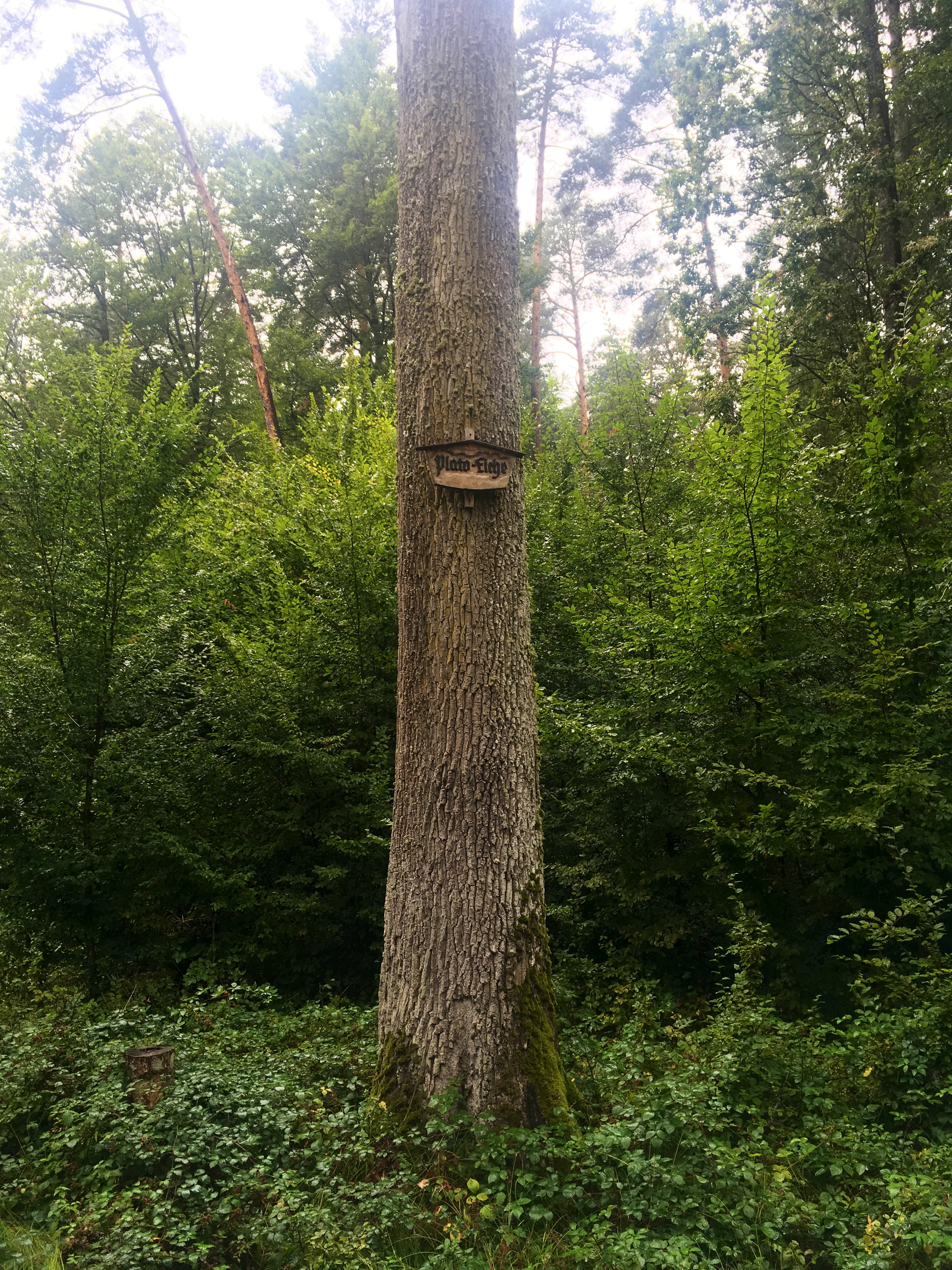
Die Plato-Eiche im Schönbuch erinnert an den Freiherrn Detlev von Plato, der hier 1904 als Oberjägermeister die württembergische Königin Charlotte vor einem Sturz bewahrt haben soll

Bis zum Dienstantritt in Württemberg erhaltene Ehrungen:
- Kaiserlich Deutsche Kriegsgedenkmünze für Kombattanten und Nichtkombattanten
- Ehrenkreuz des Lippischen Hausorden I. Klasse
- Großherzoglich Mecklenburgisches Militärverdienstkreuz 2. Klasse 1870
- Großoffizier des Großherzoglich Luxemburgischen Ordens der Eichenkrone
- Königlich-Preußischer Kronen-Orden 2. Klasse
- 1870 Eisernes Kreuz 2. Klasse
- Preußische Landwehr-Dienstauszeichnung 2. Klasse
- Fürstlich Hohenzollernsches Ehrenkreuz 1. Klasse
- Fürstlich Waldecksches Militär-Verdienstkreuz 2. Klasse

Nach dem Dienstantritt in Württemberg seit 1885 erworbene Ehrungen:
- 1889 Silberne Jubiläums-Medaille zum 25. Regierungsjubiläum von König Karl von Württemberg
- 1890 Komtur des Ordens der Württembergischen Krone
- 1891 Großkreuz des württembergischen Friedrichs-Ordens
- Großkreuz des Badischen Ordens vom Zähringer Löwen
- Bayerischer Verdienstorden vom Heiligen Michael 1. Klasse
- Kommandeur des Zivil-Verdienstordens vom Niederländischen Löwen
- Komtur des kaiserlich-österreichischen Franz-Joseph-Ordens
- Großoffizier des persischen Sonnen- und Löwenordens
- Preußischer Kronen-Orden, 1. Klasse
- Großkreuz des sächsischen Albrechts-Ordens
- Fürstlich Waldeckscher Verdienstorden 1. Klasse

## Trivia
Im Schönbuch zwischen Bebenhausen und Entringen gibt es die Plato-Eiche, welche sich etwa einen Kilometer südöstlich der königlichen Jagdhütte am Weg Happsteige befindet. Die Eiche soll daran erinnern, dass an dieser Stelle Detlev von Plato die dort 1904 bei einem Jagdausflug strauchelnde Königin Charlotte vor einem Sturz bewahrt hatte, sie dabei jedoch nach Meinung ihres Gemahls, des Königs Wilhelm II. von Württemberg, etwas zu lange im Arm von Plato gehalten wurde. Das soll letztlich der Auslöser für die Entlassung Platos aus württembergischen Diensten gewesen sein. Die Stelle der Eiche kann mit den Geo-Koordinaten Nördliche Breite = 48.56528° und Östliche Länge = 9.02180° lokalisiert werden und ist auch in der OSM verzeichnet. Die Eiche und das mit ihr verknüpfte Ereignis wird in zahlreichen Schönbuch-Naturführern beschrieben.